# The Hustle (película de 2019)
The Hustle (Timadoras Compulsivas en España y Maestras del Engaño en Hispanoamérica) es una película de comedia estadounidense dirigida por Chris Addison y escrita por Jac Schaeffer. Es un remake de la película de 1988 titulada Dirty Rotten Scoundrels. Es protagonizada por Rebel Wilson y Anne Hathaway.
La película fue estrenada en los cines estadounidenses el 10 de mayo de 2019 por Metro-Goldwyn-Mayer.

## Sinopsis
Penny es una joven estafadora de poca monta que atrapa a los hombres para que le den dinero. Josephine es una joven estafadora sofisticada que saca a los hombres más ricos su dinero, cuyo ídolo es la legendaria estafadora desconocida "Medusa". Las dos estafadoras se encuentran por primera vez, camino a la Riviera francesa. Sin embargo, Penny es arrestada, luego de lo cual Josephine paga su fianza y le aconseja que abandone el país. Penny descubre que Josephine la engañó, pero le ruega que le enseñe sus trucos. Josephine y Penny ejecutan un complicado acto contra múltiples hombres ricos llamado: El Señor de los Anillos, robando anillos de compromiso. El plan funciona al principio, pero después de un tiempo, Josephine se niega a pagarle a Penny porque es una aprendiz. Penny y Josephine apuestan toda la parte de Penny, de $ 500,000.
Penny inicialmente gana la ventaja al pretender ser ciega, algo con lo que Thomas podría identificarse porque su abuela también era ciega. Josephine, sin embargo, pretende ser una destacada oftalmóloga para "tratar" a Penny utilizando métodos poco ortodoxos como una artimaña para acercarse a Thomas. Penny usa la simpatía ganada por unas pocas mujeres en el club para emboscar a Josephine en el baño mientras ella pasa tiempo a solas con Thomas, pero descubre que él no es multimillonario y que tiene la intención de usar la última cantidad de dinero que tiene para ella. Entonces, le dice a Josephine que la apuesta está cancelada, obviamente habiendo desarrollado algunos sentimientos por él. Josephine cambia la apuesta de robar el dinero de Thomas a robar sus sentimientos. Para sostenerla, Josephine le dice a las mujeres que Penny mintió acerca de ser ciega y pegan su mano a la pared.
Josephine aparece más tarde en la habitación del hotel de Thomas, intentando seducirlo. Penny se libera de la pared y se entera por un servidor del hotel que Josephine nunca salió de su habitación, lo que la hace suponer que han tenido relaciones sexuales. A la mañana siguiente, Thomas admite a Penny que pagó por su cuidado de la vista, pero que debe abandonar Francia. Penny le devuelve $ 500,000 a través de Venmo y se va en un avión. Josephine se da cuenta de que admitió que ella y Thomas nunca tuvieron relaciones sexuales y que él la engañó para que invirtiera $ 500,000 en su compañía. Penny se da cuenta de que ella también había sido engañada por él; Thomas revela por mensaje de texto que su abuela era la Medusa original, ya que había heredado su título.
Semanas después, Penny se va de la residencia de Josephine. Por simpatía, Josephine le da el dinero de sus actos de "El señor de los anillos". Su despedida se interrumpe cuando Thomas regresa mientras está en medio de una convención contra turistas ricos en la que incluye a las dos mujeres. De mala gana van de acuerdo con su acto, pero tiene $ 2,000,000 contra él antes de confiar en él. Thomas sugiere que trabajen juntos como estafadores.
Una escena posterior a los créditos muestra a ambas mujeres en uno de sus actos anteriores de "El señor de los anillos".

## Reparto
- Anne Hathaway[2] como Josephine.
- Rebel Wilson como Penny Rust.
- Alex Sharp[3] como Thomas Westerburg.
- Ingrid Oliver como Brigitte Desjardins.
- Emma Davies como Cathy.
- Dean Norris como Howard Bacon.
- Timothy Simons como Jeremy.

## Estreno
Después de un par de cambios en la fecha de lanzamiento, la película fue estrenada el 10 de mayo de 2019. El tráiler oficial de la película se lanzó a través de Twitter el 12 de febrero de 2019.